# Kursöskogen Södra naturreservat
Kursöskogen Södra naturreservat är ett naturreservat i Norrtälje kommun i Stockholms län.
Området är naturskyddat sedan 2022 och är 1,9 hektar stort. Naturreservatet ligger norr om Hallstavik och består av blandskog på kalkrik mark.  